# Priesterkate

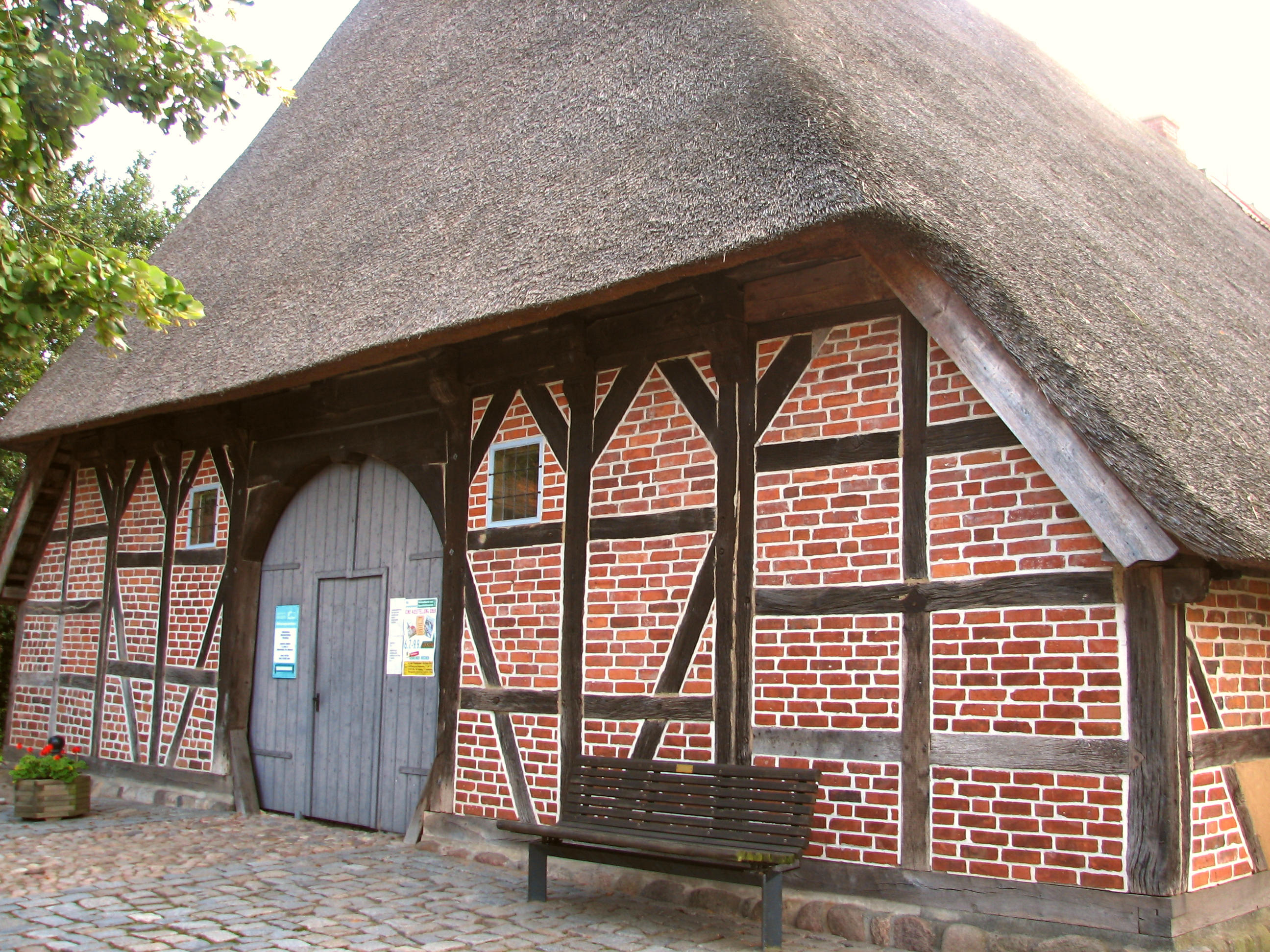
Priesterkate

Die Priesterkate ist ein ehemaliges Pastorat im Büchener Ortsteil Büchen-Dorf. Sie bildet mit der gegenüber stehenden Marienkirche eine Sehenswürdigkeit des Kreises Herzogtum Lauenburg.
Das Gebäude gilt als ältestes denkmalgeschütztes ehemals landwirtschaftlich genutztes Gebäude des Kreises. Es gehört als Zwei-Ständer-Bau mit Reetdach und Lehmfüllung zum Typus eines Niedersächsischen Fachhallenhauses.

## Geschichte
Der Überlieferung nach erschoss im Jahre 1634 (während des Dreißigjährigen Krieges) der Pötrauer Pastor Pistonus einen kaiserlichen Soldaten, der im Pötrauer Pastorat plündern wollte. Daraufhin – so die Überlieferung weiter – nahmen die kaiserlichen Soldaten Rache, indem sie die Pastorate in Pötrau und Büchen zerstörten und die Kirchen schwer beschädigten.
1649, im Folgejahr nach dem Ende des Dreißigjährigen Krieges, wurde die Priesterkate als neues Pastorat und Zeichen des Neubeginns erbaut. Sie diente dem Büchener Pastor als Amts- und Wohnsitz und landwirtschaftlichen Zwecken. In ihr tagten die Stände der 1585 gegründeten Union der Ritter- und Landschaft des Herzogtums Sachsen-Lauenburg. Diese hatten vor der Fertigstellung der Priesterkate in der Marienkirche getagt.
Die Priesterkate wurde 1987 von der Kirche an die Gemeinde Büchen verkauft und steht seitdem aufgrund ihrer historischen und baulichen Bedeutung unter Denkmalschutz. Die Restaurierung wurde im Jahre 1991 abgeschlossen und die Priesterkate am 30. August 1991 als eine Kulturstätte des Kreises Herzogtum Lauenburg eingeweiht. In dieser Zeit wurde der ursprünglich aus dem Volksmund stammende Name Priesterkate eine offizielle Bezeichnung des Gebäudes.

## Heutige Verwendung
Heute ist die Priesterkate der Öffentlichkeit als Kulturtreffpunkt zugänglich und präsentiert eine Dauerausstellung über die Geschichte der Gemeinde. Schwerpunkt dieser Ausstellung ist die Geschichte von Büchen als Grenzort von der Zeit Karls des Großen bis zum Kalten Krieg.
Darüber hinaus finden in der Priesterkate verschiedene Veranstaltungen und sonstige Ausstellungen statt.
Für Trauungen wird das Gebäude durch das Standesamt Büchen ebenfalls genutzt.